# Distillazione a membrana
Nell'ambito dell'ingegneria chimica, la distillazione a membrana (o dissalazione a membrana) è un particolare processo di dissalazione svolta grazie all'utilizzo di membrane artificiali.
Oltre alla dissalazione dell'acqua di mare o dell'acqua salmastra, la dissalazione a membrana può essere utilizzata per concentrare alimenti (succhi di frutta, latte, zucchero e gelatina), per la purificazione del sangue, o per estrarre etanolo da soluzioni acquose.

## Storia
Il primo brevetto relativo alla distillazione a membrana risale al 1963, ad opera di Bruce R. Bodell, dal titolo "Silicon Rubber Vapor Diffusion in Saline Water Distillation"; per il suo brevetto Bodell utilizzò un modulo a membrana tubulare costruito in gomma siliconica.
Nel 1967 Findley pubblica il primo articolo sulla distillazione a membrana nella rivista "Industrial & Engineering Chemistry Process Design Development", nel quale utilizza PTFE e gomma siliconica per la costruzione della membrana, a causa dell'elevata idrofobicità di tali materiali.
Al 1967 risale inoltre un brevetto di Peter K. Weyl dal titolo "Recovery of Demineralized Water from Saline Waters", nel quale, per la costruzione delle membrane, vengono proposti il polietilene (PE), il polipropilene (PP) e il polivinilcloruro (PVC).

## Funzionamento

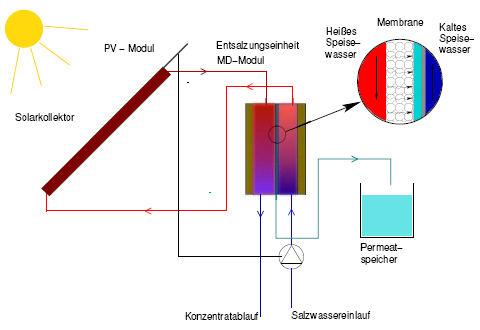
Schema di un impianto di distillazione a membrana alimentato a energia solare

La forza spingente del processo di distillazione a membrana è la differenza di pressione parziale esistente tra le due facce di una membrana porosa idrofobica, determinata a sua volta da un gradiente termico tra i due lati della membrana.
La membrana presenta pori dal diametro di 0,1÷1 micron ed è inserita all'interno di un modulo a membrana in cui scorrono l'alimentazione (o "retentato"), la corrente contenente acqua dissalata ("permeato" o "distillato") ed eventualmente altri fluidi di processo o di servizio. Il carattere idrofobico della membrana fa sì che il passaggio del liquido attraverso i pori della membrana sia ostacolato dalla tensione superficiale, per cui la membrana è attraversata prevalentemente dal vapore acqueo, mentre i sali disciolti nel liquido rimangono nel retentato.
A differenza della maggior parte degli altri processi a membrana, il processo di distillazione non è isotermo. Infatti esso richiede che sia fornita energia termica all'alimentazione in modo che l'acqua possa attraversare i pori della membrana sotto forma di vapore. Grazie alle temperature di esercizio relativamente basse (fino a 60÷90 °C), l'energia termica necessaria può essere ad esempio fornita da un pannello solare termico, oppure da una rete di recupero del calore di scarto di una centrale termoelettrica.
La distillazione a membrana viene svolta a valori di pressione più bassi (qualche centinaio di kPa) rispetto al processo di osmosi inversa. Il fenomeno del fouling è inoltre meno accentuato rispetto al processo di osmosi inversa, in quanto il diametro dei pori della membrana è maggiore.

### Trasporto di materia

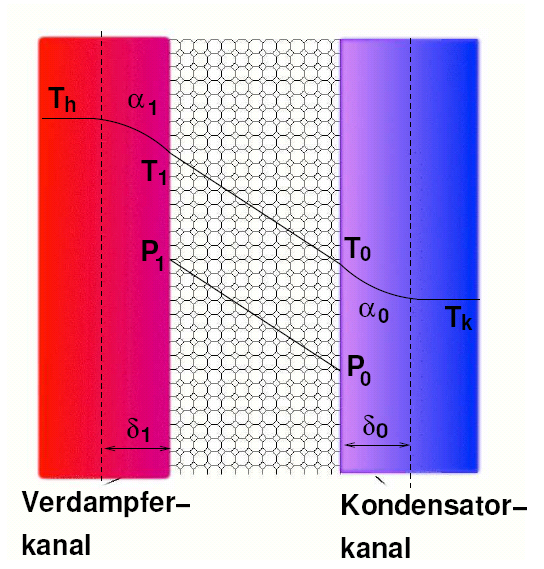
Profili di temperatura e di pressione in un modulo di distillazione a membrana

Il trasporto di materia in un modulo a membrana avviene attraverso le seguenti fasi:
- trasporto per convezione dei componenti più volatili (ovvero acqua pura) dal bulk del canale di alimentazione fino alla superficie della membrana (lato alimentazione);
- evaporazione dei componenti volatili (ovvero acqua pura) in corrispondenza della superficie della membrana (lato alimentazione), con produzione di vapore;
- attraversamento dei pori della membrana idrofobica da parte delle molecole di vapore;
- condensazione del vapore (nel canale del permeato o in un condensatore).

Il flusso di vapore attraverso i pori della membrana può superare i 120 kg/m2h e avviene attraverso la combinazione di due meccanismi: diffusione di Knudsen (prevalente quando il diametro dei pori è minore del cammino libero medio delle molecole di vapore) e flusso di Poiseuille (prevalente quando il diametro dei pori è 100 volte maggiore del cammino libero medio delle molecole di vapore), sebbene il meccanismo dominante sia la diffusione di Knudsen. Ne discende che per una data membrana il flusso massico di vapore Nw (espresso in kg/m2s nel SI) è proporzionale alla differenza di pressione Δp ai lati della membrana:
Nw = C·Δp
in cui C è una costante empirica, il cui valore dipende dalla geometria della membrana e dalla natura del materiale con la quale è costruita.

## Classificazione
La distillazione a membrana può essere svolta in uno dei seguenti modi:
- DCMD (Direct Contact Membrane Distillation): in tale configurazione la membrana divide il modulo in due compartimenti, attraversati dall'alimentazione e dal permeato;[17] rispetto alle altre configurazioni, garantisce un maggiore flusso attraverso la membrana,[18] ma presenta una minore efficienza termica (essendo l'efficienza termica definita come il rapporto tra il calore utilizzato per l'evaporazione del liquido e il calore fornito al retentato);[18] tale metodo è preferibile nel caso in cui il liquido da distillare è costituito prevalentemente da acqua,[13] ad esempio nel caso della distillazione dell'acqua di mare e nella produzione di succo d'arancia;[18]
  - LGDCMD (Liquid Gap Direct Contact Membrane Distillation): il permeato è diviso dal liquido di raffreddamento da un piatto di condensazione, per cui il modulo è suddiviso in tre compartimenti, attraversati dall'alimentazione, dal permeato e dal liquido di raffreddamento;[17]

- AGMD (Air Gap Membrane Distillation): il permeato è diviso dal liquido di raffreddamento da un piatto di condensazione e scorre all'interno di un compartimento in cui è presente aria (detto "air gap");[17] la presenza dell'air gap aumenta l'efficienza termica rispetto alla configurazione DCMD, ma abbassa il flusso attraverso la membrana;[19]
- VMD (Vacuum Contact Membrane Distillation): il flusso di permeato viene velocizzato attraverso una pompa a vuoto;[17] la condensazione del permeato viene svolta all'esterno del modulo, attraverso un condensatore;[20] l'efficienza termica di tale configurazione è elevata;[21] tale configurazione è preferibile quando si vogliano eliminare tracce di componenti non volatili da soluzioni acquose;[21]
- SGMD (Sweeping Gas Membrane Distillation): un gas inerte trasporta con sé le molecole di vapore che attraversano la membrana;[20] analogamente al caso della configurazione VMD, la condensazione del permeato viene svolta all'esterno del modulo, attraverso un condensatore;[20] tale configurazione presenta un'efficienza termica paragonabile a quella della configurazione AGMD e un flusso attraverso la membrana paragonabile a quello della configurazione DCMD,[19] ma presenta costi più elevati associati alla presenza del condensatore;[19] tale configurazione ha campi di applicazione simili a quelli della configurazione VMD.[19]

In tutti i casi, l'alimentazione e il permeato scorrono in controcorrente (in modo da aumentare la forza spingente) e l'alimentazione (costituita da acqua avente un contenuto salino più elevato rispetto al permeato) è a contatto diretto con un lato della membrana.

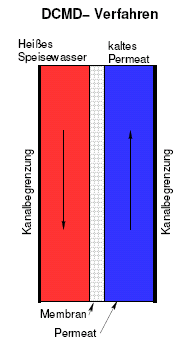
Schematizzazione di un modulo DCMD
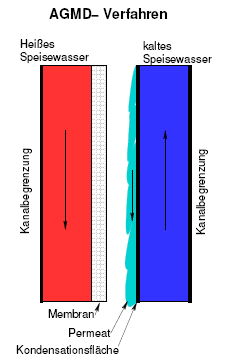
Schematizzazione di un modulo AGMD